# Bach (Lot)
Bach település Franciaországban, Lot megyében. Lakosainak száma 207 fő (2022. január 1.). Bach Concots, Saint-Projet, Escamps, Saillac, Varaire és Vaylats községekkel határos.

## Népesség
A település népességének változása:
| Lakosok száma | 144  | 124  | 140  | 171  | 164  | 175  | 178  | 174  | 185  | 207  |
|               | 1968 | 1982 | 1990 | 2006 | 2013 | 2015 | 2017 | 2019 | 2020 | 2022 |